# 圣佩勒
圣佩勒（法語：Saint-Perreux，法語發音：[sɛ̃ pɛʁø] ⓘ）是法国莫尔比昂省的一个市镇，属于瓦讷区。

## 地理
圣佩勒（47°40'9"N, 2°6'29"W）面积6.23 平方千米，位于法国布列塔尼大區莫尔比昂省，该省份为法国西北部沿海省份，位于布列塔尼半岛南部，北起阿摩尔滨海省、西接菲尼斯泰尔省，南濒大西洋，东南接大西洋卢瓦尔省，东临伊勒-维莱讷省。
与圣佩勒接壤的市镇（或旧市镇、城区）包括：乌斯特河畔圣樊尚、乌斯特河畔班、勒东、圣让拉波特里、阿莱尔、圣雅屈莱潘。

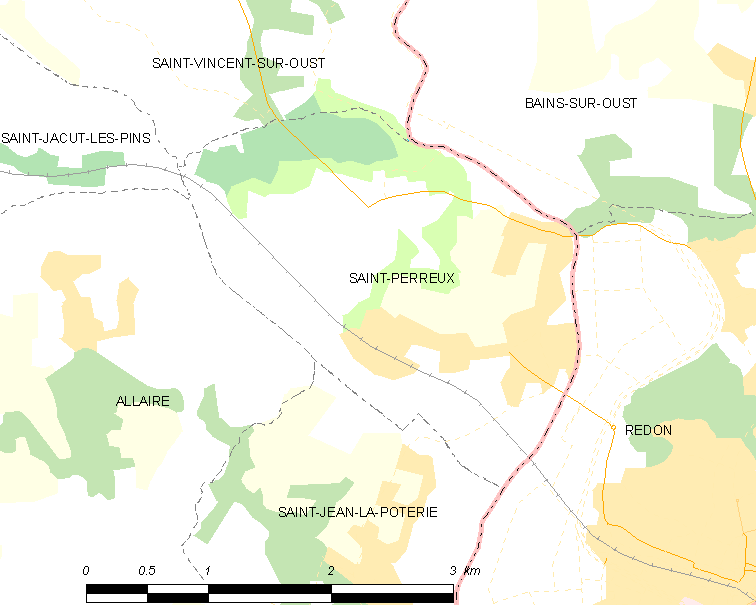
圣佩勒的OSM定位图

圣佩勒的时区为UTC+01:00、UTC+02:00（夏令时）。

## 行政
圣佩勒的邮政编码为56350，INSEE市镇编码为56232。

## 政治
圣佩勒所属的省级选区为盖尔县。

## 人口

1962-2008年间圣佩勒人口变化图示

圣佩勒于2022年1月1日时的人口数量为1049人。